# Копанишин, Константин Богданович
Константин Богданович Копанишин (24 февраля 1971, Харьков, Украинская ССР — 11 марта 2022, Терны, Донецкая область, Украина) — украинский военный, доброволец. Командир экипажа в 92 ОМБр, позднее командир третьего аэромобильно-десантного отделения, третьего аэромобильно-десантного взвода, первой аэромобильно-десантной роты 81 ОАМБр Вооруженных сил Украины. Участник войны в Донбассе и широкомасштабного вторжения России в Украину.

## Краткое жизнеописание
Константин Богданович родился 24 февраля 1971 года в городе Харьков. В Харькове окончил 141 лицей и Харьковский станкоинструментальный техникум (после 2011 года переименован в Харьковский компьютерно-технологический колледж НТУ ХПИ).
Воспитанник Харьковской спортивной детско-юношеской школы олимпийского резерва, где получил звание мастера спорта по спортивной гимнастике.
Имел собственный цех по производству мебели.
Несмотря на инвалидность второй группы, участвовал в войне в Донбассе и принимал участие в отражении вторжения России на Украину в 2022 году. После начала войны в Донбассе, разместил в своем доме семью беженцев из Луганской области.
Во время АТО служил в 92 отдельной механизированной бригаде имени кошевого атамана Ивана Сирко командиром экипажа 152-мм дивизионной САУ 2С3 «Акация».
В первые дни широкомасштабного вторжения России на Украину в звании младшего сержанта пошел на службу в 81 отдельную аэромобильную Слобожанскую бригаду на должность командира отделения.
Во время войны дом в Харьковской области, в котором проживал Константин и его семья, был разрушен.

## Гибель
Погиб Константин Богданович 11 марта 2022 года в бою в районе населенного пункта Терны Донецкой области Украины.
Похоронен на Аллее Славы 18 кладбища города Харьков.

## Семья
Женат, имеет двоих детей.
Родной брат, Копанишин Юрий Богданович, участвовал в отражение вторжения России на Украину в качестве добровольца.

## Награды и память
Согласно Указу Президента Украины от 28 апреля 2022 года награждён Орденом «За мужество» III степени (посмертно).
Открыта мемориальная доска в Харьковском компьютерно-технологическом профессиональном колледже НТУ «ХПИ».
Увековечен в «Книге памяти павших за Украину».